# Skibsby-Højene IF
Skibsby-Højene Idrætsforening (SHI) er en flerstrenget idrætsforening i Hjørring med følgende idrætsgrene: Fodbold, håndbold, gymnastik, badminton og løb. SHI har hjemme i og omkring Højene Hallen i den nordlige del af Hjørring.
 Der er for få eller ingen kildehenvisninger i denne artikel, hvilket er et problem. Du kan hjælpe ved at angive troværdige kilder til de påstande, som fremføres i artiklen.

| Sport | Spire Denne artikel om sport er en spire som bør udbygges. Du er velkommen til at hjælpe Wikipedia ved at udvide den. |